# Ferrovie dello Stato Italiane

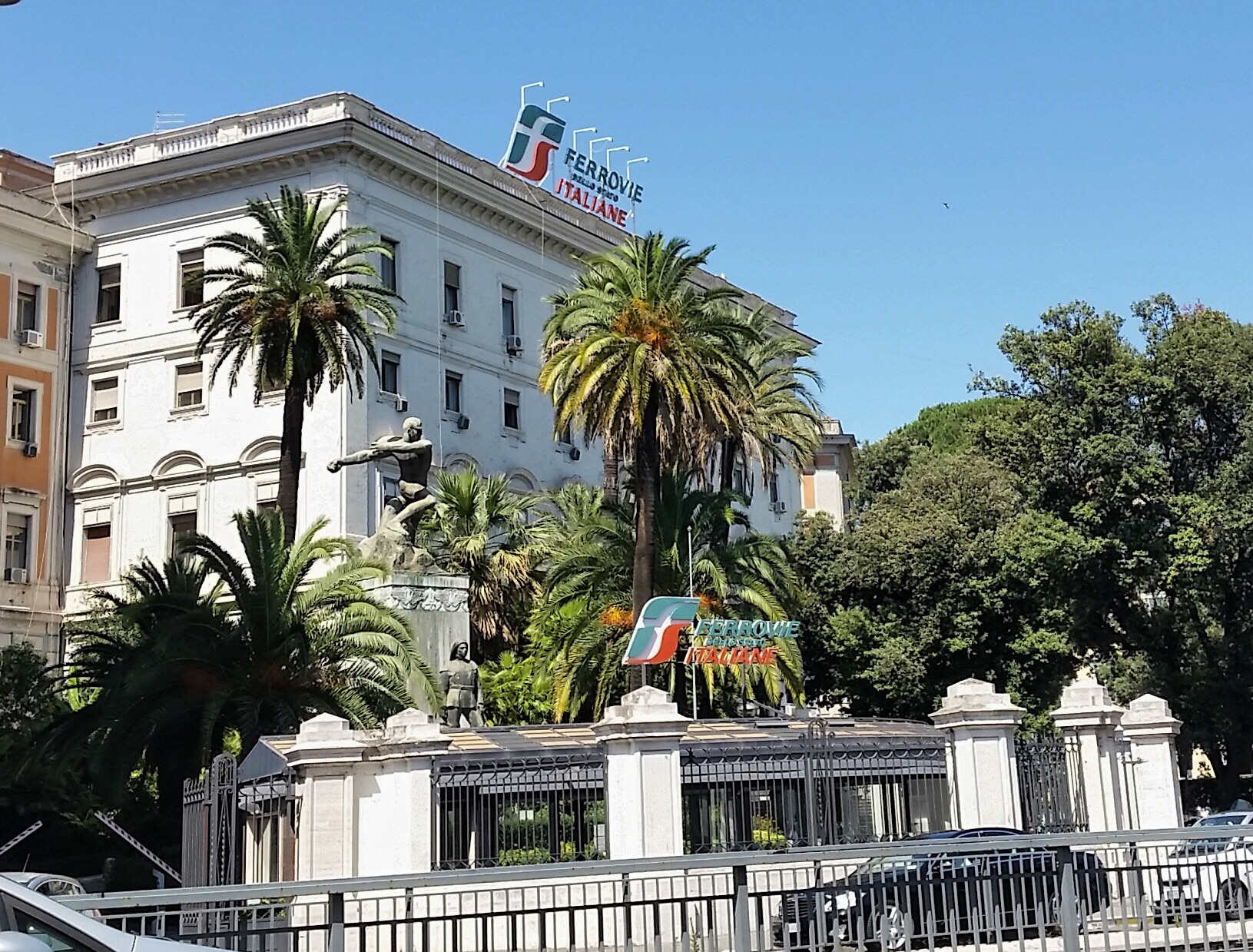
Головне управління в Римі

Ferrovie dello Stato Italiane («Італійські державні залізниці»), раніше просто Ferrovie dello Stato («Державні залізниці»), звідси абревіатура FS — національний оператор залізничних перевезень в Італії, державна залізнична холдингова компанія, яка управляє транспортом, інфраструктурою, послугами в галузі нерухомості та іншими послугами в Італії та інших країнах Європи.

## Історія

### Рання доба
Товариство «Ferrovie dello Stato» (Державні залізниці) було засновано законом від 22 квітня 1905 року, чим було взято під контроль більшість національних залізниць, якими до того часу володіли та управляли приватні особи. Керівника призначив уряд. Першим генеральним директором став Рікардо Б'янкі.
У червні 1912 року товариство володіло 5021 паровозом, 151 самохідним, 10 037 пасажирськими, 3 371 багажним і 92 990 товарними вагонами.
З утвердженням фашизму проводилася політика централізації. Наприкінці 1922 року було скасовано раду директорів і канцелярію головного управителя. До квітня 1924 року підприємством керував уповноважений, призначений королем. Опісля ним управляло новостворене тоді Міністерство сполучень (що включали і залізничний транспорт) під керівництвом Костанцо Чіано.
Після перемир'я між Італією та збройними силами союзників 8 вересня 1943 року країну розділили, через що залізничними перевезеннями на півдні керувала дирекція у Салерно, а на півночі — у Вероні. Наприкінці 1944 року Міністерство сполучень поділили, створивши нове Міністерство транспорту, куди перейшло і загальне управління компанією «Ferrovie dello Stato», а 1945 року підприємство було перейменовано на Azienda Autonoma delle Ferrovie dello Stato.

### Повоєнні чотири десятиліття
Післявоєнні роки були особливо важкими для компанії, оскільки більша частина італійської залізничної мережі зазнала серйозних пошкоджень, а рухомий склад застарів. До 1952 року мережу було майже повністю відновлено. Відтоді почалася доба оновлення. Запускалися нові поїзди, серед них ETR 300, багато ділянок національної мережі було електрифіковано, а колія на деяких ставала подвійною.
1957 року запроваджено нову моторвагонну секцію ALn 442/448, що значно скоротило час у дорозі на італійських коліях. Протягом тих років було загалом оновлено рухомий склад, який побільшав завдяки масовому випуску електричного і дизельного моторвагонного рухомого складу, як-от ALe 883, ALe 840 та ALn 772. 1956 року введено в дію дизельну моторвагонну одиницю FS ALn 668. Саме до цієї моделі належали у наступні роки 3 з 4 моторвагонних одиниць, які замінили багато старіших зразків. У цей період також було введено в експлуатацію багато електричних моторвагонних секцій, як-от ALe 601 — прообраз Ale 801/940 і ALe 803 EMU, які й досі використовуються в регіональних перевезеннях.
Упродовж 1970-х років на італійських залізницях було вперше впроваджено нове покоління самохідних вагонів і автомотрис з електронним керуванням, починаючи з потягів регіонального і столичного сполучення G.A.I. (Gruppo Aziende Italiane).
Першою спробою швидкісної залізниці з максимальною швидкістю 200 км/год був новий E.444, а ETR 401 (1976) став першим дослідним зразком нового класу Pendolino. Услід за іншими вдосконаленнями мережі в ці роки розпочалися роботи зі створення першої в Італії швидкісної залізниці. 1986 року частково відкрито лінію із Флоренції до Риму Direttissima, завершену в 1992 році. 1986 року потяги рухалися цією лінією зі швидкістю 200 км/год, вперше перевищивши попередню максимальну швидкість в італійській мережі у 180 км/год. 1988 року ETR 450 Pendolino регулярно курсував зі швидкістю 250 км/год, що становить нині максимальну швидкість на цій лінії, яка стала найшвидшою в Європі після французьких ліній TGV.
Старий логотип оновлено 1982 року і ще раз у 1994 році разом із запровадженням характерної схеми нанесення кольорів livrea XMPR.
У своїй адміністративній структурі компанія залишалася незмінною до кінця 1985 року. З наступного року, проіснувавши 80 років, Azienda Autonoma delle Ferrovie dello Stato перетворилася на нову компанію Ferrovie dello Stato.

### Після 1985 року

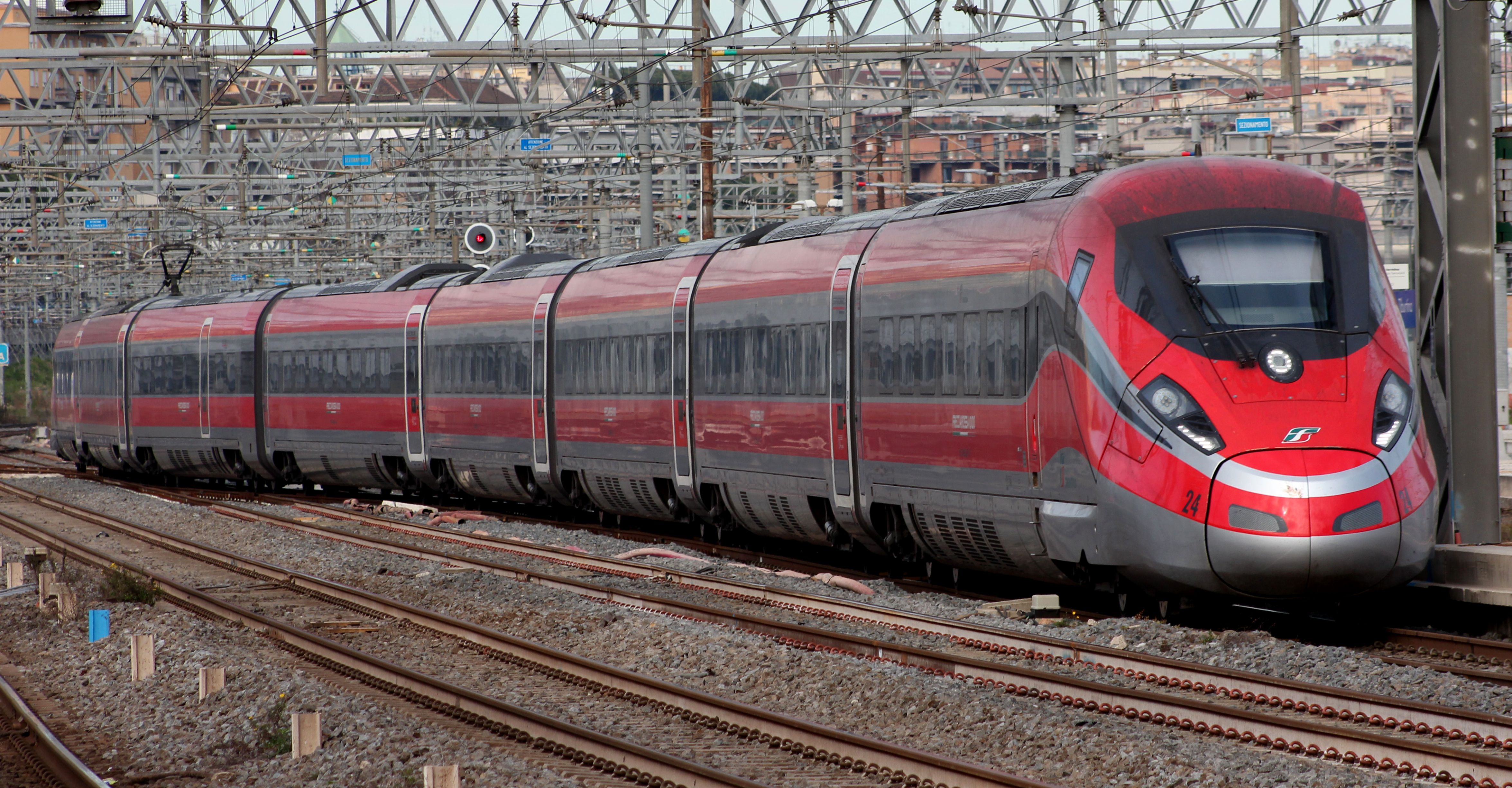
Високошвидкісний поїзд Італійських державних залізниць Frecciarossa.

Новонароджена Ferrovie dello Stato у проміжку з 1986 по 1992 рік пережила істотні структурні перетворення. Кількість робочої сили скоротили вдвічі: з 216 310 працівників у 1988 році до 112 018 у 1999 році. Щоб раціоналізувати управління, створили підрозділи.
1992 року компанію було перетворено з державної організації на державне підприємство шляхом створенням нового акціонерного товариства Ferrovie dello Stato SpA, відповідно до європейських директив. Його так і не було приватизовано: воно залишилося повністю у власності італійського уряду.
1 червня 2000 року два головні підрозділи компанії — сполучень та інфраструктури — виділилися у дві окремі самостійні компанії: Trenitalia, яка відає транспортними послугами, і Rete Ferroviaria Italiana, що відповідає за управління залізничною інфраструктурою. Обидві компанії все ще залишилися дочірніми підприємствами у складі Ferrovie dello Stato Holding SpA. 2011 року Ferrovie dello Stato Italiane купила німецьку компанію Netinera.
У липні 2016 року Busitalia (структурний підрозділ Ferrovie dello Stato Italiane) придбала голландську компанію Qbuzz. У лютому 2017 року Trenitalia викупила у компанії National Express британське підприємство з експлуатації поїздів c2c. У вересні 2017 року було підписано угоду про купівлю 100% компанії TrainOSE (Грецькі залізниці) за 45 мільйонів євро.